# Simning vid världsmästerskapen i simsport 2024 – Herrarnas 4 × 100 meter frisim
Herrarnas 4 × 100 meter frisim vid världsmästerskapen i simsport 2024 avgjordes den 11 februari 2024 i Aspire Dome i Doha i Qatar.
Guldet togs av Kinas kapplag på tiden 3 minuter och 11,08 sekunder. Silvret togs av Italien och bronset togs av USA.

## Rekord
Inför tävlingens start fanns följande världs- och mästerskapsrekord:
|                   | Nation | Tid     | Ort               | Datum           |
| ----------------- | ------ | ------- | ----------------- | --------------- |
| Världsrekord      | USA    | 3.08,24 | Peking, Kina      | 11 augusti 2008 |
| Mästerskapsrekord | USA    | 3.09,06 | Gwangju, Sydkorea | 21 juli 2019    |

## Resultat

### Försöksheat
Försöksheaten startade klockan 11:43.
| Placering | Heat | Bana | Nation         | Simmare | Tid     | Noteringar |
| --------- | ---- | ---- | -------------- | --- | ------- | ---------- |
| 1         | 1    | 4    | USA            | Hunter Armstrong (48,37) Jack Aikins (48,42) Luke Hobson (47,70) Carson Foster (47,83)                                  | 3.12,32 | 0Q0        |
| 2         | 2    | 4    | Italien        | Lorenzo Zazzeri (48,33) Paolo Conte Bonin (48,16) Leonardo Deplano (48,59) Alessandro Miressi (47,88)                   | 3.12,96 | 0Q0        |
| 3         | 2    | 0    | Storbritannien | Jacob Whittle (48,82) Tom Dean (49,13) Duncan Scott (48,25) Matthew Richards (47,76)                                    | 3.13,96 | 0Q0        |
| 4         | 2    | 5    | Kina           | Wang Haoyu (48,08) Ji Xinjie (48,10) Zhang Zhanshuo (49,63) Pan Zhanle (48,26)                                          | 3.14,07 | 0Q0        |
| 5         | 2    | 7    | Grekland       | Apostolos Christou (48,92) Stergios Bilas (48,81) Kristian Golomeev (47,86) Andreas Vazaios (48,74)                     | 3.14,33 | 0Q0        |
| 6         | 2    | 6    | Serbien        | Velimir Stjepanović (48,87) Andrej Barna (47,63) Uroš Nikolić (49,60) Nikola Aćin (48,32)                               | 3.14,42 | 0Q0        |
| 7         | 1    | 3    | Spanien        | Luis Domínguez (49,02) Sergio de Celis (48,11) Mario Mollà (48,28) César Castro (49,30)                                 | 3.14,71 | 0Q0        |
| 8         | 1    | 6    | Ungern         | Szebasztián Szabó (49,32) Dániel Mészáros (48,69) Adam Jaszo (48,43) Nandor Nemeth (48,29)                              | 3.14,73 | 0Q0        |
| 9         | 1    | 7    | Sverige        | Robin Hanson (49,27) Björn Seeliger (47,97) Isak Eliasson (49,09) Marcus Holmquist (49,04)                              | 3.15,37 |            |
| 10        | 2    | 2    | Polen          | Kamil Sieradzki (48,91) Ksawery Masiuk (48,47) Mateusz Chowaniec (48,76) Kacper Majchrzak (49,57)                       | 3.15,71 |            |
| 11        | 1    | 5    | Kanada         | Javier Acevedo (48,99) Finlay Knox (47,96) Antoine Sauvé (49,38) Stephen Calkins (49,41)                                | 3.15,74 |            |
| 12        | 2    | 3    | Sydkorea       | Yang Jae-hoon (49,28) Ji Yu-chan (48,90) Lee Yoo-yeon (48,69) Kim Min-suk (50,24)                                       | 3.17,11 |            |
| 13        | 1    | 1    | Litauen        | Tomas Navikonis (49,00) Daniil Pancerevas (49,91) Tomas Lukminas (49,10) Rokas Jazdauskas (49,40)                       | 3.17,41 |            |
| 14        | 1    | 2    | Singapore      | Mikkel Lee (49,64) Jonathan Tan (48,87) Ardi Azman (49,52) Darren Lim (50,49)                                           | 3.18,52 |            |
| 15        | 2    | 1    | Mexiko         | Andres Dupont (48,81) Héctor Ruvalcaba (50,62) José Ángel Martínez (50,65) Jorge Iga (50,33)                            | 3.20,41 |            |
| 16        | 1    | 0    | Bulgarien      | Josif Miladinov (50,43) Kaloyan Bratanov (49,42) Petar Mitsin (51,08) Yordan Yanchev (49,60)                            | 3.20,53 | 0NR0       |
| 17        | 2    | 9    | Slovakien      | Tibor Tistan (50,82) Matej Duša (50,35) Richard Nagy (52,29) Frantisek Jablcnik (51,24)                                 | 3.24,70 | 0NR0       |
| 18        | 1    | 8    | Thailand       | Dulyawat Kaewsriyong (50,88) Navaphat Wongcharoen (52,04) Ratthawit Thammananthachote (52,29) Tonnam Kanteemool (51,38) | 3.26,59 |            |
| 19        | 2    | 8    | Vietnam        | Trần Hưng Nguyên (51,32) Nguyễn Huy Hoàng (54,04) Ngô Đình Chuyền (51,98) Nguyễn Quang Thuấn (53,03)                    | 3.30,37 |            |

### Final
Finalen startade klockan 20:32.
| Placering | Bana | Nation         | Simmare                                                                                             | Tid     | Noteringar |
| --------- | ---- | -------------- | --------------------------------------------------------------------------------------------------- | ------- | ---------- |
| 1         | 6    | Kina           | Pan Zhanle (46,80) 0VR0 Ji Xinjie (48,18) Zhang Zhanshuo (48,63) Wang Haoyu (47,47)                 | 3.11,08 |            |
| 2         | 5    | Italien        | Alessandro Miressi (47,90) Lorenzo Zazzeri (47,99) Paolo Conte Bonin (47,83) Manuel Frigo (48,36)   | 3.12,08 |            |
| 3         | 4    | USA            | Matt King (48,02) Shaine Casas (48,47) Luke Hobson (47,68) Carson Foster (48,12)                    | 3.12,29 |            |
| 4         | 3    | Storbritannien | Matthew Richards (48,19) Jacob Whittle (48,36) Tom Dean (48,63) Duncan Scott (47,37)                | 3.12,55 |            |
| 5         | 8    | Ungern         | Nándor Németh (47,89) Szebasztián Szabó (48,27) Dániel Mészáros (49,06) Ádám Jászó (48,44)          | 3.13,66 |            |
| 6         | 2    | Grekland       | Apostolos Christou (48,95) Kristian Golomeev (48,17) Stergios Bilas (48,38) Andreas Vazaios (48,17) | 3.13,67 |            |
| 7         | 7    | Serbien        | Velimir Stjepanović (49,10) Andrej Barna (47,75) Uroš Nikolić (48,86) Nikola Aćin (48,17)           | 3.13,88 |            |
| 8         | 1    | Spanien        | Sergio de Celis (49,03) Luis Domínguez (48,16) Carles Coll Martí (49,40) Mario Mollà (48,34)        | 3.14,93 |            |